# 香港學生自殺問題
香港學生自殺問題是香港的學生因为精神健康问题和香港的教育制度而走向自殺的社會問題。
從2015年以來香港的學生自殺事件有上升趨勢，而2022年15至24岁的青少年自杀率更创历史新高。當中包括受情緒及精神困擾影響，例如抑鬱症和焦慮症等等，也有學生因承受不了學業、家庭、同儕壓力而選擇輕生，引起了社會的關注，促請教師及家長關注學童的情緒健康問題，並提供支援給有需要的學生。

## 背景

### 教育制度
現時香港的教育制度包括學前教育、15年免費教育（幼稚園、小學及中學），以及大專教育三個階段。在首個階段的學前教育為非強制參與教育環節，而「十二年免費教育」小一至中六則為強制要求所有符合入學年齡的學生參與。

### 统计数据
自2015年以来，出現了大量学生自杀的相關事件。從2015年到2017年之間报告了 70 多起相關的自杀事件。随着自殺人數持續上升，青少年自杀的惊人频率令人非常担忧。这引发了人们对香港学生面临过多学业压力的担忧。根据香港死因裁判法庭的记录，  2015年有70宗15至24岁的人自杀，其中23人是全日制学生。
有媒体报道称，自杀具有传染性，会加剧模仿效应。这说明可能会发生更多死亡。死亡人数分布如下图：
| 学年                     | 小学和中学 | 大專院校 |
| ------------------------ | ---------- | -------- |
| 2015–2016                | 22         | 16       |
| 2016–2017                | 17         | 15       |
| 2017–2018                | 13         | 12       |
| 2023–2024[截至4/11/2023] | 40         | 20       |
| 2024–2025[截至26/9/2024] | 7          | 0        |

值得注意的是，目前有关原发性和继发性自杀案例的数据也揭示了性别与精神疾病之间的显着关联。在香港，男性自杀率高于女性。香港防止學生自殺委員會发布的最终报告表明，原因可能是男性不愿意与医疗保健专业人员公开交谈并治疗精神障碍。这与更有可能寻求帮助的女性相反。
到2023年6月，教育局表示在2020年至2022年間，就全港中、小學學生懷疑自殺身亡個案，分別錄得21、25、25宗，數字稍有上升，估計是受疫情影響。而香港大学防止自杀研究中心总监叶兆辉分析，年轻人自杀率急升源于疫情以及社会层面等因素，令年轻人感到“强烈无望感”。他又表示新学年开学后出现学生自杀个案，呼吁社会关注年轻人情绪问题。
2023年12月，香港基督教服務處發表研究，逾七成學生認為「學業問題」為自殺原因，其次是家庭關係及人際關係。另外，有約九成學生面對負面情緒時沒有求助。而學生在疫情後情緒問題惡化。該機構建議政府應牽頭各界加強公眾教育，減少對求助的標籤。

## 相关回应及行动

### 政府回應
- 香港特別行政區政府提供五大措施幫助學生，預計於2016年9月完成。五大措施分別為：一、成立專責委員會全面了解分析自殺成因及提出預防方法；二、舉辦五場地區研討會，安排教育心理學家和學生輔導專業人士介紹預防自殺和辨析有問題學生的方法；三、舉辦教師講座，教導辨析有問題學生的方法和相關支援；四、局內成立專責團隊，邀請教育心理學家和輔導人員為有特殊需要的學校提供到校支援；五、以學校、家長和學生為對象，制作知識小錦囊。[8]
- 教育局增撥額外資源支援學校，向學校提供不超過20萬港元撥款的優質教育基金。舉辦「好心情@學校」計劃，在學校推廣心理健康和提高學生對精神健康的關注與認識。增加更多資源落實其他工作。[9]
- 前教育局局長吳克儉於2016年10月14日引防止自殺委員會報告內容，指大專生自殺源於未做好生涯規劃，又稱大專生在壓力下「有啲唔舒服嘅嘢就頂唔順」（有點不舒服的東西就頂不住），言論引來譁然。[10]他曾於2016年3月6日呼籲學生要逆境自強，並叫學校、老師和家長「加把勁」，多關心年輕人，其後於兩日後再向學生表示「珍惜身邊所有，勇敢面對逆境，堅信辦法總比困難多，為未來闖出新路和新希望！」。[11][12]

### 社會回應
- 香港教育專業人員協會時任會長馮偉華建議教育局牽頭成立小組，作跨部門、跨專業檢討，防止學童自殺。
- 香港教育工作者聯會對接連發生學生自殺悲劇表示痛心和憂慮，認為教育局責無旁貸，必須正視問題嚴重性，要求政府深入調查，並仔細研究及分析背後的原因，以推出有效措施，防止悲劇再次發生。[13]
- 香港中文大學校長沈祖堯與校方成員商討後，決定成立一個專責委員會，全面檢視學生的精神健康及輔導問題：找出同學在課業、適應、個人成長、社交等方面所面對的壓力源頭，提出建議以加強大學的輔導工作及精神健康支援架構，並探討如何動員校外校內資源，以找出及協助有情緒問題的同學。[14]
- 有感於青少年有心事或遇困難一般鮮有求助於長輩，香港撒瑪利亞防止自殺會設「真心話室」網上跨平台服務及推出流動應用程式「Chat窿」，讓青少年以匿名方式直接與義工對話，讓他們可放心通過網絡平台向專業的輔導人員傾訴，分憂解愁，給更多有需要的年輕人提供支援，並幫助他們解除自殺危機[15][16][17]。
- 香港大學香港賽馬會防止自殺研究中心認為青少年自殺原因複雜而不單一，包括學業、家庭、人際關係和感情等等。學業方面，因香港已推行三三四高中教育改革，一些學生感覺不適合新學制或自覺不是讀書材料遂產生挫敗感[18][19]。其他原因還包括青少年在情緒受困時長期未得到家人和朋友的支持與聆聽，使絕望感增加，建議家長和教師不應過於著重青少年的學業成績，應同時欣賞他們在其他方面的長處，青少年亦要懂得減壓和適時找人傾訴[20]；香港大學香港賽馬會防止自殺研究中心總監葉兆輝教授認為，傳媒報導青少年自殺個案（包括提及自殺方式）會導致自殺率上升，因此應避免報導青少年自殺的新聞，以免給予市民青少年自殺情況嚴重的錯覺。在葉兆輝團隊的介入下，壹傳媒撤回提及一宗港大學生自殺事件的新聞報導。[21]
- 香港撒瑪利亞防止自殺會於2021年3月表示，過去兩年社會變化甚大，青少年要重新面對及適應，精神健康比以往「差了很多」，籲社會多加關注。[22]。
- 2023年10月底，8間資助大學的學生事務代表發表聯合聲明，稱最近發生數宗大學生及年輕人不幸離世事件而對此深表哀痛。他們呼籲大學生重視個人心理健康，並明白自我傷害不能解決問題。同時鼓勵學生尋求幫助，向信任的人傾訴表達個人感受，以及在校內以至校外與友輩互相關懷和支持。[23]

### 立法會議員
- 田北辰批評教育局「完全離地」（想法和觀點與現實差異巨大），無法掌握學生陷於水深火熱的局面，處理手法令人感失望及憤怒。[24]

## 相關影視作品
- 2023年香港電影《年少日記》